# دهستان شعیبیه غربی
دهستان شعیبیه غربی نام دهستانی در بخش شعیبیه شهرستان شوشتر، استان خوزستان در ایران است. براساس سرشماری مرکز آمار ایران در سال ۱۳۸۵، جمعیت آن ۱۳۲۵۴ نفر (۲۴۵۴ خانوار) بوده‌است.